# 崔少鹏
崔少鹏（1961年10月—），北京市人。1977年4月参加工作，1985年6月入党。吉林大学哲学系哲学专业毕业，大学学历，工程硕士学位。

## 生平
早年为河北省元氏县北褚公社知青。恢复高考后，进入吉林大学哲学系哲学专业学习。毕业后历任中直机关党委宣传部干部，中组部研究室部刊处干部、副主任科员、主任科员、助理调研员，调研处副处长，中组部研究室调研处、新闻宣传处处长，中组部研究室助理巡视员，中组部研究室副主任等职。2003年，任中组部干部五局副局长。2005年，调入中央办公厅调研室工作，历任六组组长、五组组长。2008年11月，任中央纪委宣传教育室主任。2011年5月，任中共中央纪委秘书长，次月明确为副部长级。2012年11月，当选为中央纪委常委。
2015年1月，任中共吉林省委常委、省纪委书记。
2017年3月，任中央机构编制委员会办公室副主任。2022年4月，不再担任中央编办副主任职务。